# Небојша Рашо
Небојша Рашо (Котор, 28. март 1971) српски је историчар и публициста. Бока которска заузима централно мјесто његовог научног рада. Предсједник је НВО Српски Соко Херцег Нови.

## Живот
Завршио је Поморски факултет у Котору, смјер бродомашински. Бави се проучавањем историје Боке которске, историје поморства Боке которске, историје СПЦ у Боки которској, животописима знаменитих Бокеља, историје соколског покрета, као и борбом против фалсификовања историје Боке которске и Црне Горе (двије књиге Аргументи).
Члан је Матице српске, друштва чланова у Црној Гори. Сарадник је у изради Српског биографског рјечника Матице српске и Православне енциклопедије у издању Руске православне цркве.
Живи у Херцег Новом.

## Дјела
- Ратна збивања у Херцег-Новом 1941-1949, Друштво за архиве и повјесницу херцегновску, Слободна књига, 2003.
- Уједињење Боке са Србијом, Друштво за архиве и повјесницу херцегновску, 2006.
- Знаменити Бокељи, 6 књига, 2007-2015.
- Српски Соко Херцег-Нови, Српски Соко Херцег-Нови, 2008.
- Мирко Комненовић, Друштво за архиве и повјесницу херцегновску, Српски Соко Херцег-Нови, 2009.
- Црква Лазарица на Видовом врху код Херцег-Новог, Друштво за архиве и повјесницу херцегновску, Српски Соко Херцег-Нови (као коаутор са др Гораном Комаром) 2010.
- Црква Св. Архангела Михаила у Херцег Новом (поводом 100 година од освештења), Друштво за архиве и повјесницу херцегновску, Српски Соко Херцег-Нови, 2011.
- Српски Соко, прилози за историју Соколства књ. 1, Српски Соко Херцег-Нови, 2011.
- Војновићи, Друштво за архиве и повјесницу херцегновску, Српски Соко Херцег-Нови, 2012.
- Херцегновска саборна црква Светога Вазнесења Христовог и њена општина (поводом 300 година од освећења цркве), (коаутор са др Гораном Комаром) Српска православна црквена општина херцегновска, 2013.
- Коло српских сестара Херцег Нови, Коло српских сестара Херцег Нови, 2013.
- Српске задужбине Херцег Новог, Друштво за архиве и повјесницу херцегновску, Српски Соко Херцег-Нови, 2013.
- Херцег нови у Првом свјетском рату, Друштво за архиве и повјесницу херцегновску, Српски Соко Херцег Нови, 2014.
- Капетан Никола Вукасовић са Жлијеба у Боки которској, 2015. (коаутор са др Гораном Комаром)
- Капетан Илија Дамјановић, 2015.
- Управна тијела Топаљске (херцегновске) општине, 2016. (коаутор са др Гораном Комаром)
- Аргументи, Крађа српског идентитета у Херцег Новом, 2016.
- Руска експедиција на Јадрану 1806-1807., 2017.
- Русија и Бока 1697-2018., 2018.
- Томо Крстов Поповић, 2019.
- Мирко Комненовић, друго издање, 2019.
- Аргументи, Како и чиме се бранио Закон о слободи вјероисповјести у Скупштини Црне Горе 26. децембра 2019., 2021.
- Битка за Нови 1687., 2021.
- Српско православно црквено друштво „Свети Сава“, 2022.
- Сушћепан: црква, обичаји, вјеронаука, 2022., (коаутор са Гораном Комаром и Теодором Пантелић) [4]